# Варизелла
Варизелла (італ. Varisella, п'єм. Varisela) — муніципалітет в Італії, у регіоні П'ємонт,  метрополійне місто Турин.
Варизелла розташована на відстані близько 550 км на північний захід від Рима, 24 км на північний захід від Турина.
Населення — 812 осіб (2014).
Щорічний фестиваль відбувається 29 липня. Покровитель — Santa Marta.

## Демографія
Населення за роками:

Станом на 1 січня 2023 року в муніципалітеті офіційно проживало 40 іноземців з 9 країн, серед них 29 громадян країн Євросоюзу.

## Сусідні муніципалітети
- Ф'яно
- Дживолетто
- Ла-Касса
- Валь-делла-Торре
- Валло-Торинезе
- Віу